# نیوگرنج

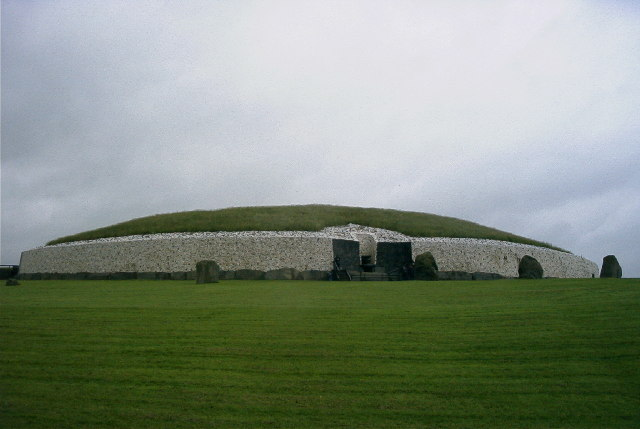
گور معبری نیوگرنج

نیوگرنج (به انگلیسی: Newgrange) یک گور معبری مربوط به دوران نوسنگی در ایرلند است که در شهرستان میث واقع شده‌است. نیوگرنج یکی از دو اثر ایرلند در میراث جهانی یونسکو و بزرگ‌ترین و سالم‌مانده‌ترین گور معبری است.این یادمان، که قدمت آن با تاریخ‌گذاری رادیوکربن به حدود ۳۲۰۰ سال پیش از میلاد بازمی‌گردد، از استون‌هنج در بریتانیا و اهرام بزرگ جیزه در مصر قدیمی‌تر است.
شناخته‌شده‌ترین گور معبری اروپا نیوگرنج در جزیرهٔ ایرلند است که نزدیک ۸۰ متر قطر دارد و حاشیه‌اش با ۹۷ سنگ محصور شده‌است. شاخص‌ترین این سنگ‌ها سنگ ورودی است که تزئینات سنگینی دارد.
ورودی نیوگرنج به راهرویی به طول ۱۹ متر باز می‌شود که به اتاقی کوچک و صلیبی‌شکل می‌رسد. نمای ورودی را با سنگ‌های کوارتز برش‌خوردهٔ سفید (که احتمالاً از معدنی در ۱۶۰ کیلومتری جنوب نیوگرنج استخراج شده بوده) تزئین کرده بودند. جایگیری راهروی داخلی به گونه‌ای بوده که با طلوع آفتاب در انقلاب زمستانی نور خورشید از میان بازشویی پنهان در راهرو به عمق اتاق داخلی نفوذ می‌کرده‌است.

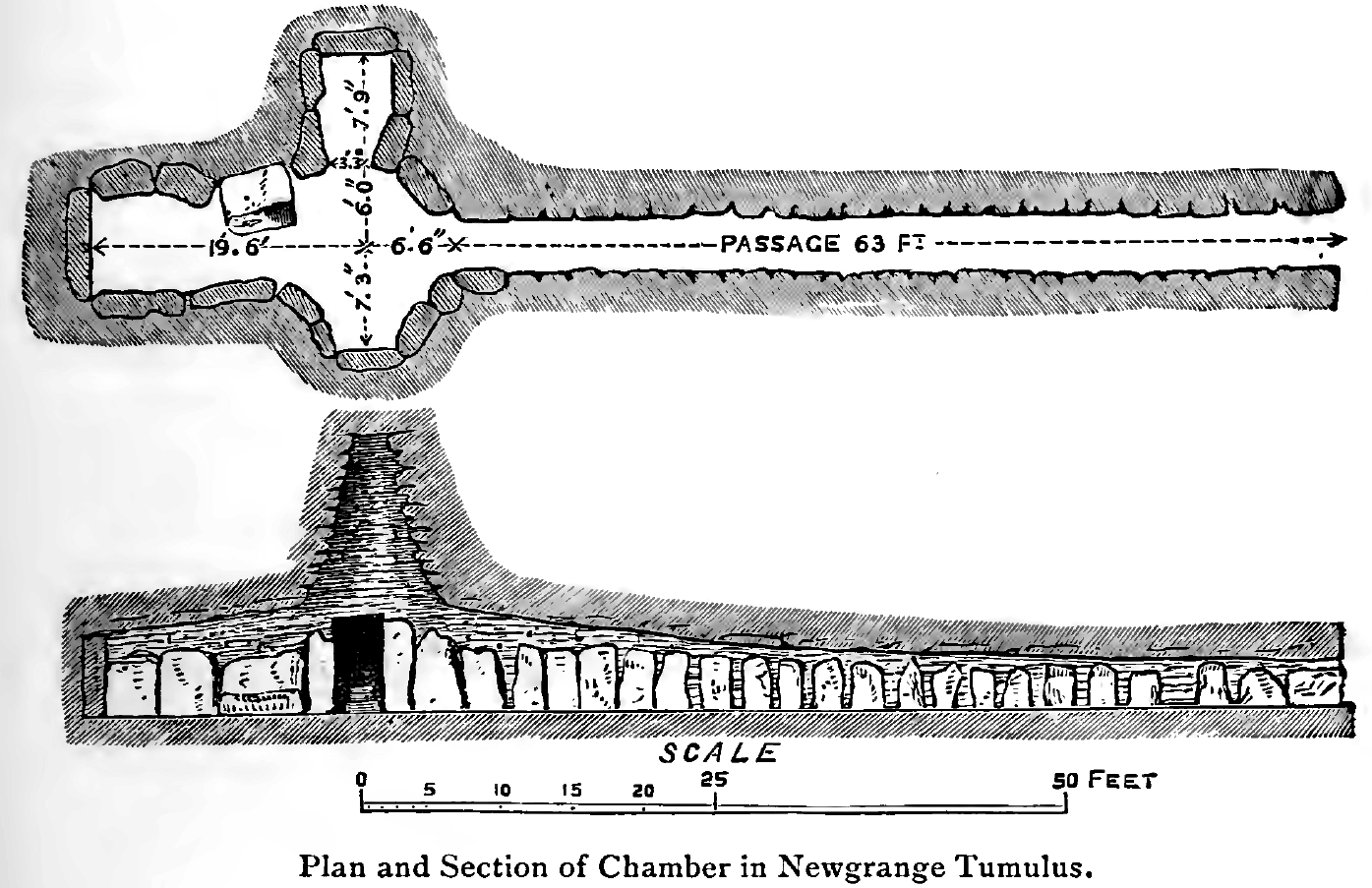
پلان و برش عرضی گور معبری نیوگرنج

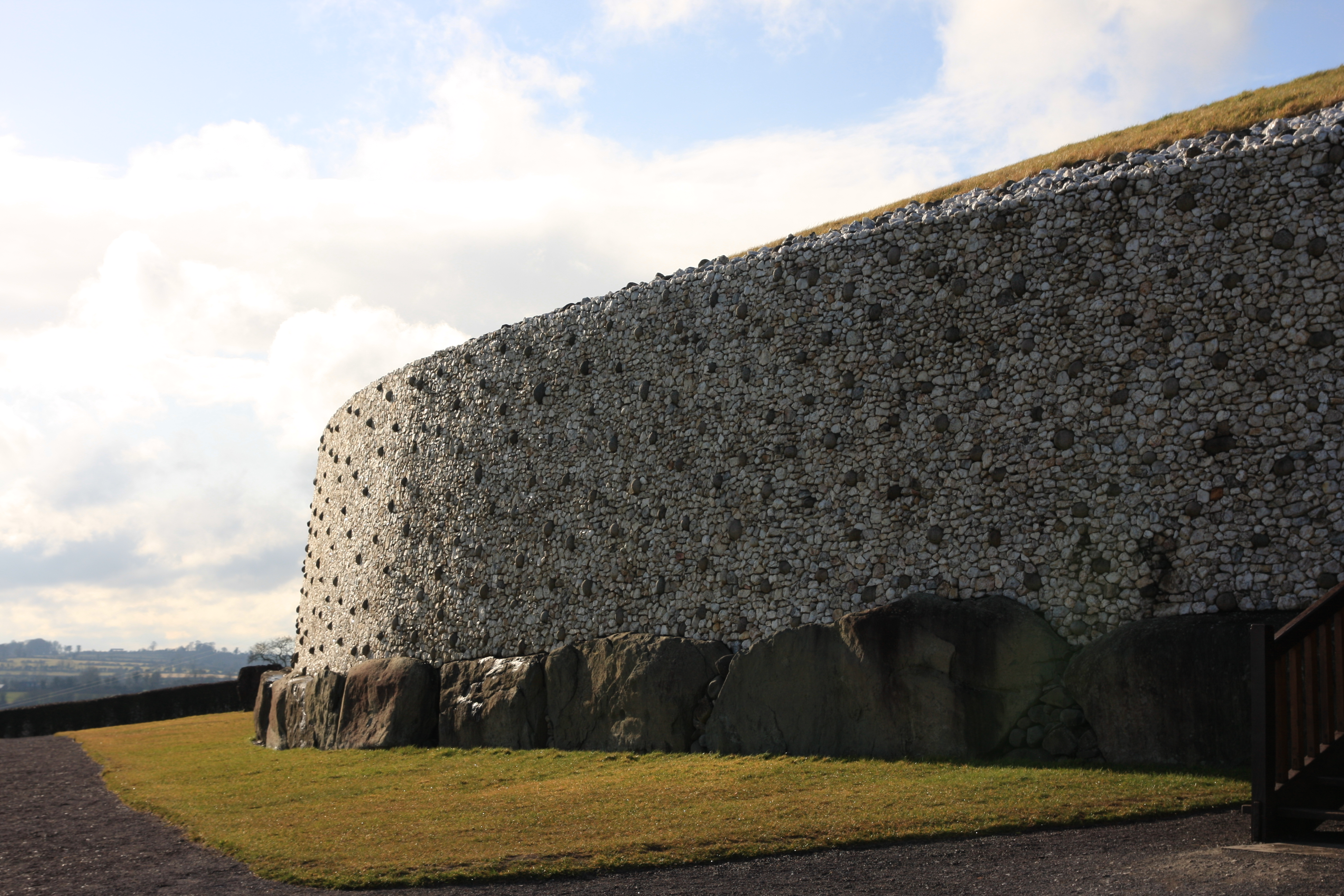
نمای بازسازی‌شده نیوگرنج با سنگ‌های کوارتز سفید و گرانیت‌های تیره؛ نمادی از مهارت فنی و سازمان‌دهی پیشرفته جوامع نوسنگی

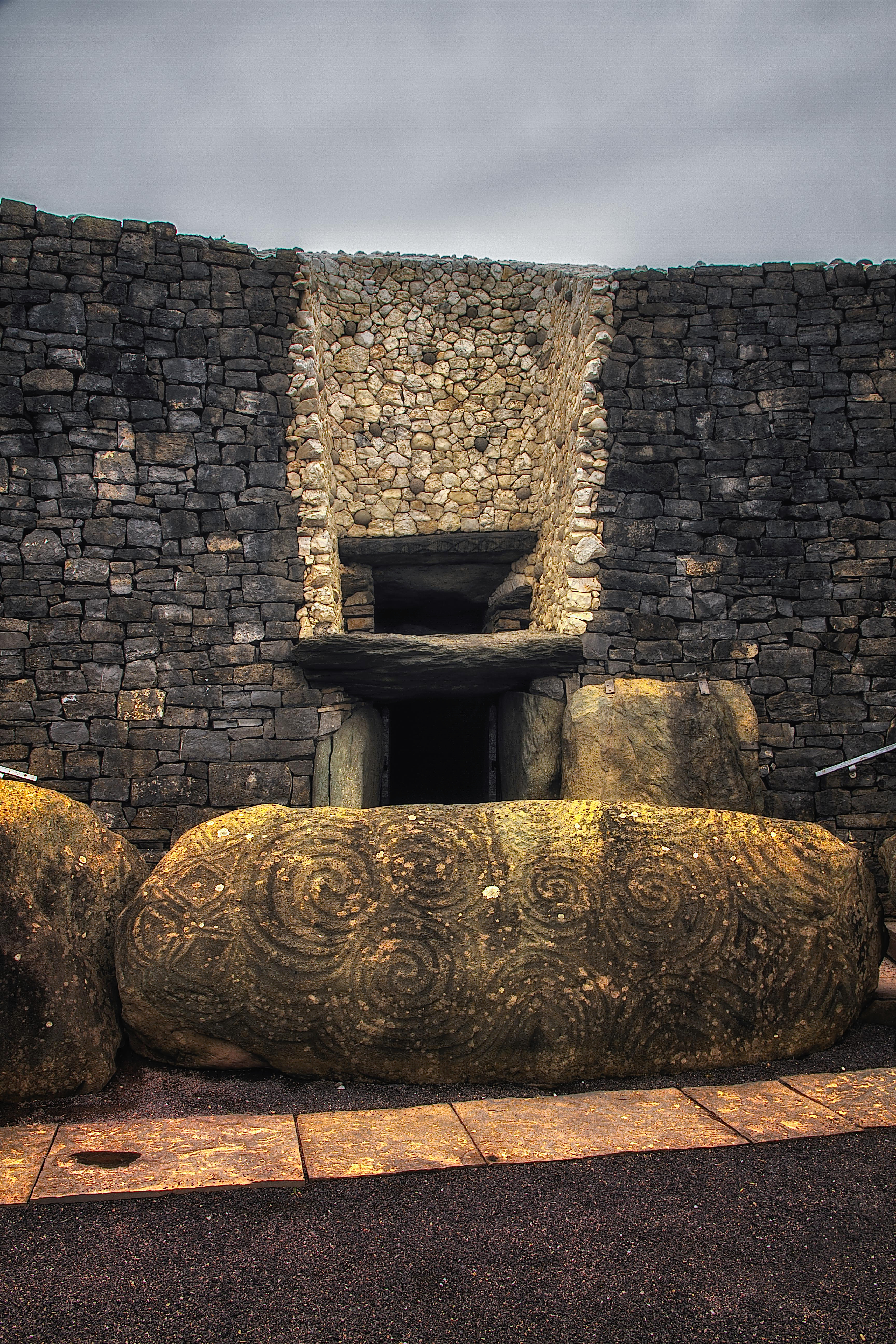
جعبه سقفی؛ دریچه‌ای نجومی برای ورود نور خورشید در انقلاب زمستانی

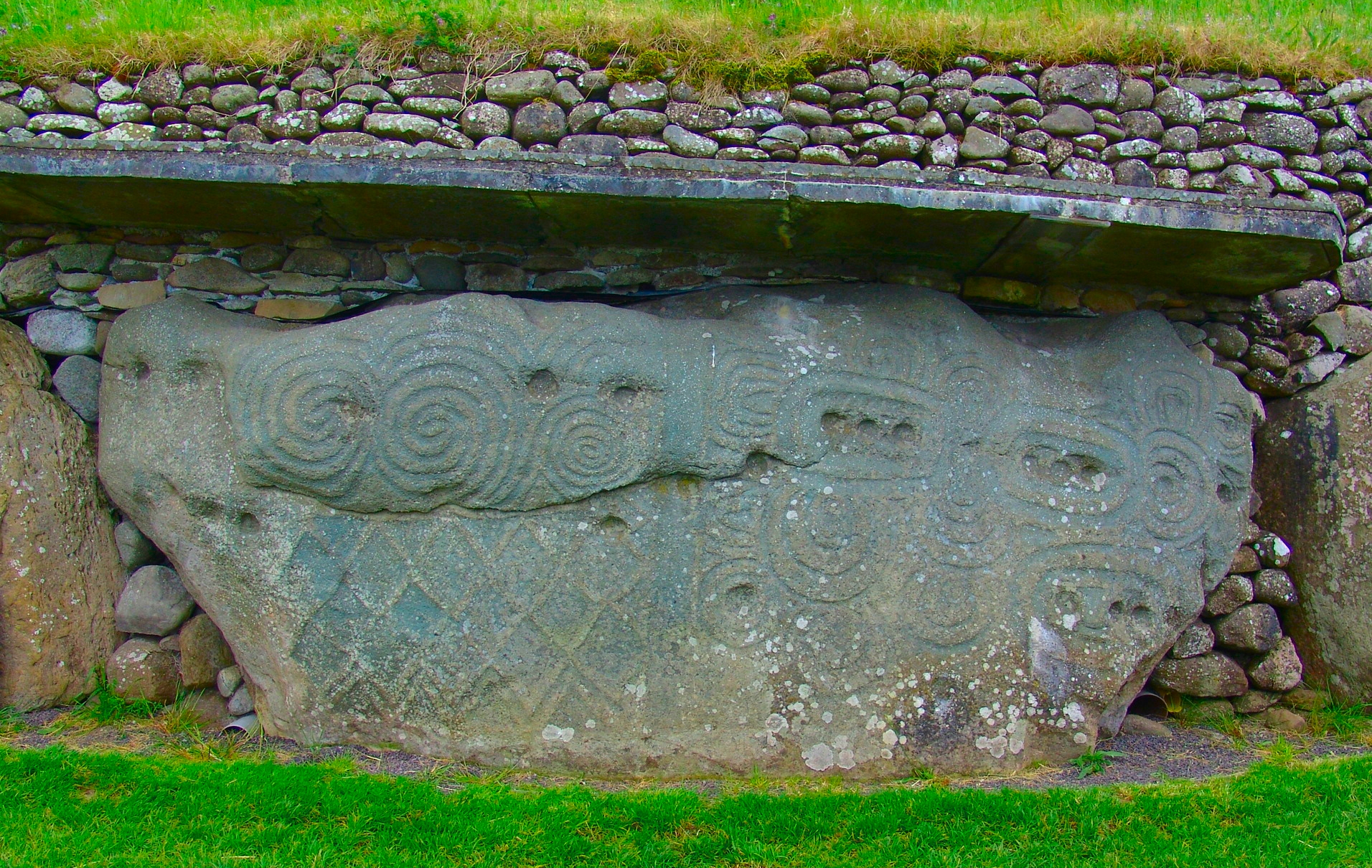
نمونه‌ای از سنگ‌های حاشیه‌ای نیوگرنج با کنده‌کاری‌های هندسی و مارپیچی؛ تجلی هنر نمادین نوسنگی      در دل سنگ‌های گِری‌واک
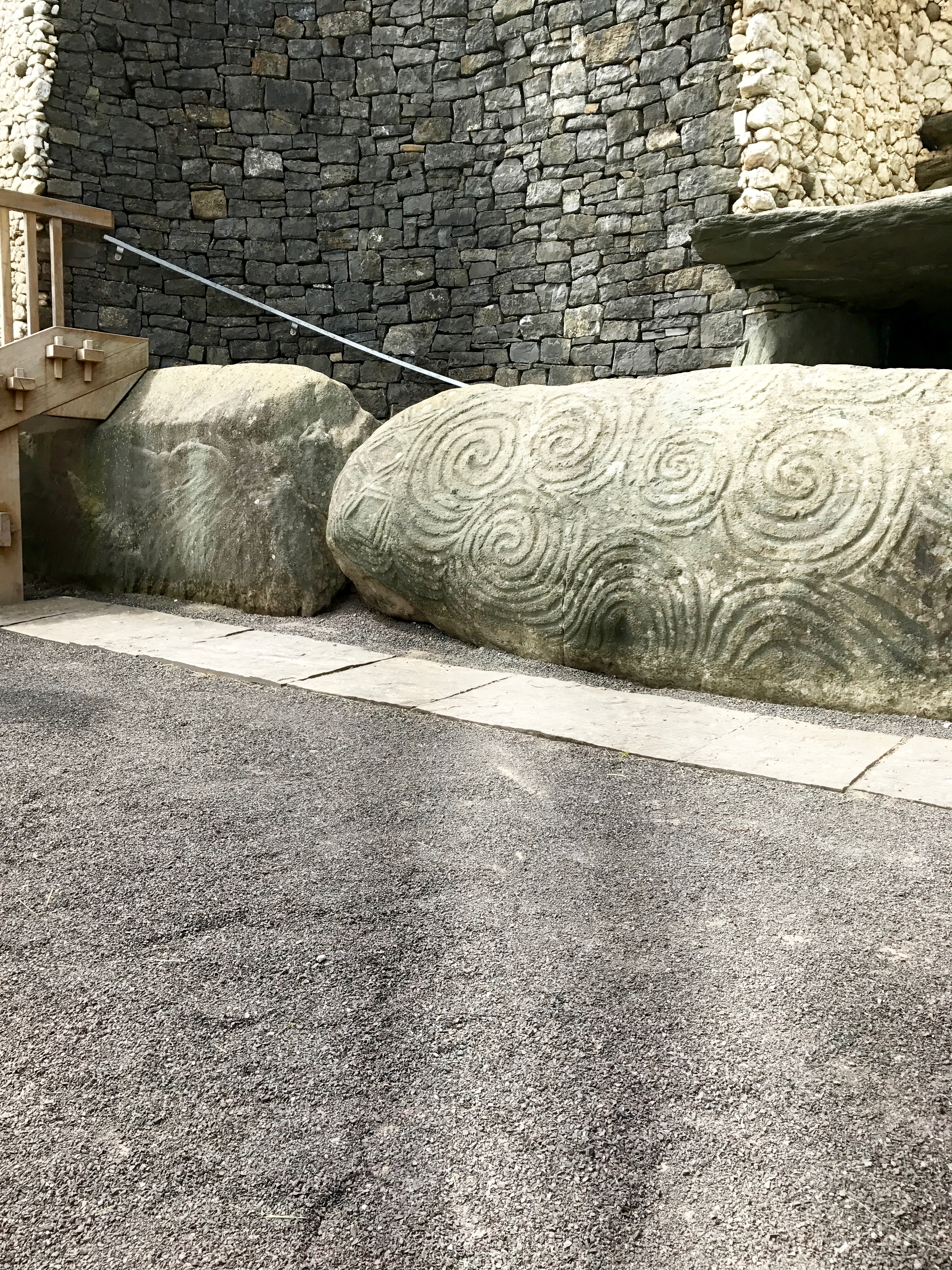
نمونه‌ای از سنگ‌های حاشیه‌ای نیوگرنج با کنده‌کاری‌های هندسی و مارپیچی؛ تجلی هنر نمادین نوسنگی در دل سنگ‌های گِری‌واک

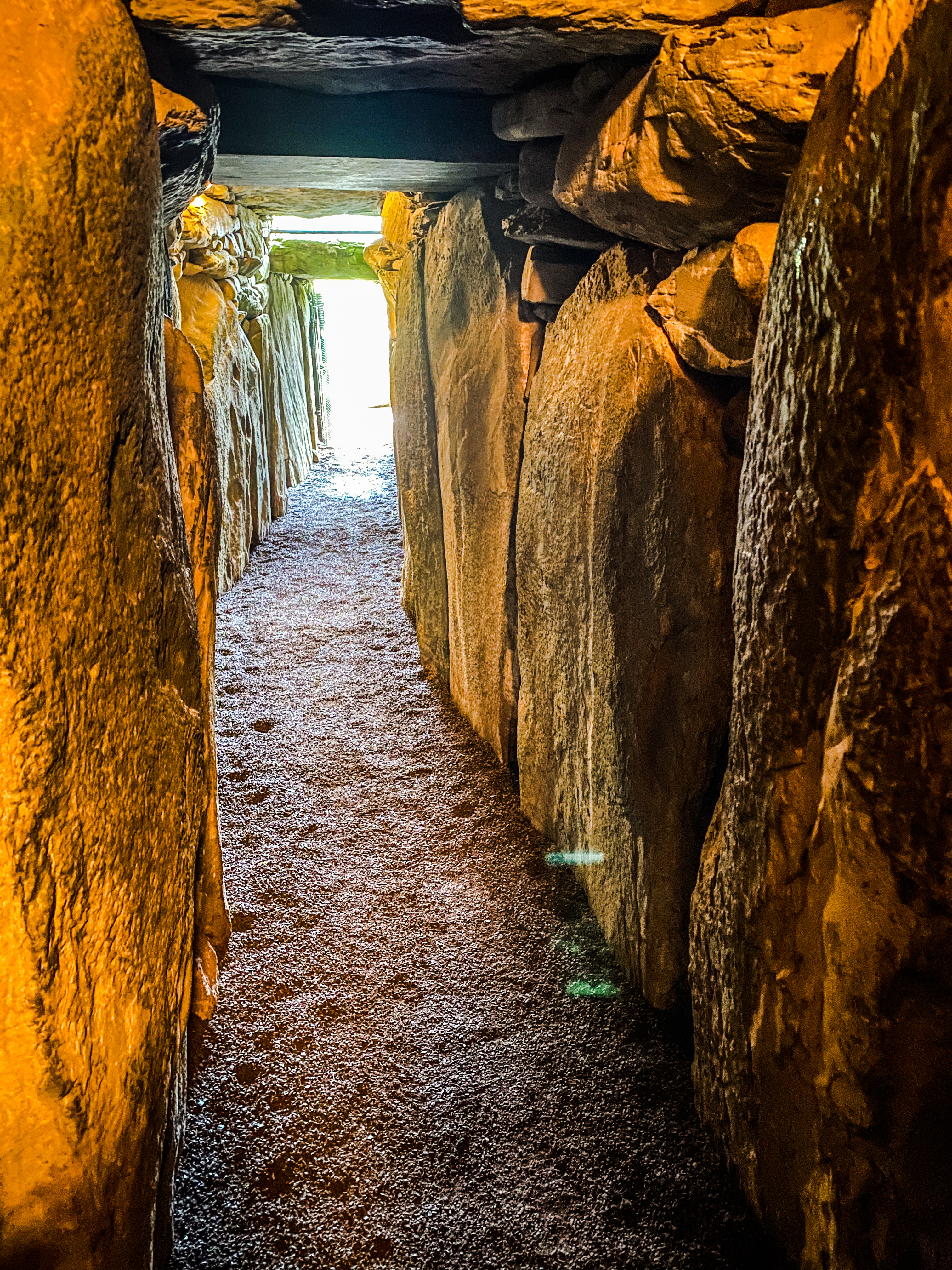
گذرگاه سنگی نیوگرنج؛ مسیر ۱۹ متری با دیوارهای ساخته‌شده از تخته‌سنگ‌های عمودی، که به اتاقک مرکزی آرامگاه منتهی می‌شود

## معماری و ساختار بیرونی، مرزی میان دو جهان

### ۱. تپه عظیم ( به انگلیسی: The Great Mound - Cairn):
هسته اصلی و فرم غالب نیوگرنج را یک تپه مصنوعی عظیم و مدور تشکیل می‌دهد که با ابعادی خیره‌کننده، بر چشم‌انداز اطراف خود مسلط است. این تپه با قطری متغیر بین ۷۹ تا ۸۵ متر و ارتفاعی نزدیک به ۱۳ متر، مساحتی بیش از یک هکتار (حدود ۴۵۰۰ متر مربع) را پوشش می‌دهد. سازندگان با به کارگیری لایه‌های متناوب و متراکم خاک و سنگ‌های رودخانه‌ای گرد که عمدتاً از رود بوین در نزدیکی محل برداشت شده‌اند، توده‌ای به وزن تقریبی ۲۰۰,۰۰۰ تن ایجاد کرده‌اند. این ساختار عظیم اهداف چندگانه‌ای را دنبال می‌کرد: نخست، حفاظت فیزیکی کامل از گذرگاه و اتاقک مرکزی در برابر عوامل طبیعی و گذر هزاران سال؛ و دوم، ایجاد یک فرم نمادین قدرتمند که تداعی‌گر رحم زمین، تپه‌ای مقدس برای ارتباط با خدایان یا نیاکان، و پیوندی میان جهان زندگان و جهان زیرین بود. 

### ۲. نمای باشکوه کوارتز و گرانیت:
یکی از منحصربه‌فردترین و زیباترین ویژگی‌های نیوگرنج، نمای بازسازی‌شده‌ی آن است. این دیوار تقریبا عمودی از هزاران قطعه سنگ کوارتز سفید شیری‌رنگ و درخشان و صدها قلوه‌سنگ تیره و گرد گرانیت و گابرو تشکیل شده است. این ترکیب رنگی، کنتراست بصری خیره‌کننده‌ای ایجاد می‌کرد که از فواصل دور نیز قابل مشاهده بود. انتقال این مصالح خود یک شاهکار لجستیکی بوده است؛ سنگ‌های کوارتز از کوه‌های ویکلو در فاصله‌ای حدود ۷۰ کیلومتری و سنگ‌های گرانیتی از مناطق ساحلی مانند خلیج دوندالک (Dundalk Bay) و کلاگرهِد ( Clogherhead ) به این مکان منتقل شده‌اند. این نما تنها جنبه زیبایی‌شناختی نداشت؛ درخشش شدید آن زیر نور خورشید و مهتاب، نیوگرنج را به یک فانوس درخشان و یک نشانگر برجسته در منطقه تبدیل می‌کرد و بر اهمیت آیینی و معنوی آن می‌افزود.

### ۳. حلقه سنگ‌های حاشیه‌ای (به انگلیسی: The Ring of Kerbstones):
پیرامون پایه تپه، حلقه‌ای دقیق متشکل از ۹۷ سنگ عظیم حاشیه‌ای از جنس گری‌واک (به انگلیسی: Greywacke)، نوعی ماسه‌سنگ بسیار سخت و مقاوم، قرار گرفته است. این سنگ‌ها که به صورت افقی قرار داده شده‌اند و هرکدام چندین تن وزن دارند، نقشی حیاتی در مهندسی وزنی ( به انگلیسی: gravity-based) و پایداری سازه ایفا می‌کنند. آن‌ها همچون یک دیوار حائل قدرتمند، از رانش جانبی توده ۲۰۰ هزار تنی خاک و سنگ جلوگیری کرده و تعادل استاتیکی کل بنا را حفظ می‌کنند. علاوه بر نقش سازه‌ای، این حلقه سنگی مرز نمادین میان فضای روزمره بیرونی و قلمرو مقدس داخلی را تعریف می‌کرد.

### ۴. هنر بر سنگ ورودی (Kerbstone 1):
هنر خرسنگی (به انگلیسی: Megalithic Art) در نیوگرنج به اوج کمال خود می‌رسد و شاخص‌ترین نمونه آن، «سنگ ورودی» (به انگلیسی: Kerbstone 1) است. این تخته‌سنگ مستطیلی که در ورودی اصلی قرار دارد، یک شاهکار بی‌بدیل از هنر انتزاعی پیشاتاریخی است که با کنده‌کاری‌های برجسته و پیچیده تزئین شده است. برجسته‌ترین نقش آن، مارپیچ سه‌گانه (به انگلیسی: Triskele) در سمت چپ سنگ است که به نماد ملی فرهنگ باستانی ایرلند تبدیل شده. در کنار آن، طرح‌های لوزی‌شکل، شورون (هفتی‌شکل)، دایره‌های هم‌مرکز و دیگر الگوهای مارپیچی به چشم می‌خورد. این نقوش عمیقاً نمادین بوده و احتمالاً مفاهیمی چون چرخه‌های ابدی زندگی، مرگ و تولد دوباره، حرکت خورشید و اجرام آسمانی، یا نقشه‌ای از یک سفر آیینی به جهان دیگر را بازنمایی می‌کردند.

## مهندسی و فضای داخلی، سفری به قلب زمین

#### ۱. گذرگاه نوزده متری:
با عبور از ورودی هنرمندانه، بازدیدکننده وارد گذرگاهی باریک و مستقیم به طول ۱۹ متر (تقریباً یک‌سوم قطر تپه) می‌شود که به قلب تاریک تپه نفوذ می‌کند. دیواره‌های این راهرو از۴۳ تخته‌سنگ عظیم عمودی (به انگلیسی: Orthostats) تشکیل شده است (۲۲ سنگ در سمت غرب و ۲۱ سنگ در سمت شرق). این سنگ‌های ایستاده که برخی از آن‌ها نیز دارای حکاکی‌های ظریفی هستند، بار بسیار سنگین سقف گذرگاه را تحمل می‌کنند. حرکت در این فضای تنگ و کم‌ارتفاع، تجربه‌ای تأثیرگذار و نمادین از سفری به درون زمین، عبور از یک مرحله و ورود به یک فضای مقدس و متفاوت را القا می‌کند.

#### ۲. اتاقک صلیبی‌شکل و کاربرد آیینی آن
گذرگاه به یک اتاقک مرکزی با سقفی بلند و پلانی به شکل صلیب منتهی می‌شود. این اتاق دارای سه فرورفتگی یا پستو (Recess) در دیواره‌های شرقی، غربی و شمالی خود است که به فضا عمق و پیچیدگی می‌بخشند. در هر یک از این پستوها، یک حوض سنگی بزرگ و کم‌عمق (Stone Basin) قرار دارد که با مهارت از یک تخته‌سنگ واحد تراشیده شده است. باستان‌شناسان با کشف بقایای استخوان‌های سوزانده شده انسان (حداقل پنج نفر) در این حوضچه‌ها، به این نتیجه رسیده‌اند که این مکان کاربری تدفینی و تشریفاتی برای افراد برجسته جامعه داشته است.

#### ۳. طاق پیش‌آمده (Corbelled Vault):
چشمگیرترین دستاورد مهندسی و معماری در نیوگرنج، سقف اتاقک مرکزی آن است. این سقف با بهره‌گیری از تکنیک طاق‌پوشی پیش‌آمده یا کوربل (به انگلیسی: Corbelled Vault) ساخته شده است. در این روش هوشمندانه، سازندگان لایه‌هایی از سنگ‌های صاف و پهن را به صورت پله‌پله بر روی یکدیگر چیده‌اند، به‌گونه‌ای که هر لایه اندکی جلوتر از لایه زیرین خود قرار می‌گیرد. این روند تا جایی ادامه می‌یابد که سنگ‌ها در ارتفاع ۶ متری در مرکز به هم می‌رسند و دهانه سقف را می‌بندند و یک ساختار گنبدی مخروطی و خودنگهدار، بدون نیاز به هرگونه ملات یا چسباننده، شکل می‌گیرد. این سازه که بر پایه اصول فیزیکی فشار، اصطکاک و گرانش استوار است، نه‌تنها بار عظیم تپه را برای بیش از پنج هزار سال با موفقیت تحمل کرده، بلکه با تعبیه شیارهایی هوشمندانه روی سنگ‌های سقف برای هدایت آب باران به بیرون، همچنان کاملاً ضدآب باقی مانده است، امری که حتی امروز نیز یک چالش مهندسی محسوب می‌شود.

## پدیده نجومی انقلاب زمستانی، پیوند زمین و آسمان

##### ۱. جعبه سقفی:
راز بزرگ نیوگرنج و دلیلی که آن را در سراسر جهان مشهور کرده، هم‌راستایی دقیق و آگاهانه آن با پدیده‌های نجومی است. درست بالای ورودی اصلی، یک دهانه کوچک و مستطیلی‌شکل به نام «جعبه سقفی» (به انگلیسی: Roof-box) تعبیه شده است. این عنصر، یک نوآوری بی‌نظیر معماری است که برای یک هدف مشخص طراحی شده: به دام انداختن نور خورشید در یک روز خاص از سال. وجود این جعبه سقفی اثبات می‌کند که هم‌راستایی نجومی تصادفی نبوده، بلکه بخشی بنیادین از طراحی اولیه بنا بوده است.

##### ۲. رویداد هفده دقیقه‌ای نور:
تنها در چند روز حوالی انقلاب زمستانی (حدود ۲۱ دسامبر)، کوتاه‌ترین روز سال در نیمکره شمالی، پدیده‌ای جادویی و وصف‌ناپذیر رخ می‌دهد. هم‌زمان با طلوع خورشید، اولین پرتوهای نور از طریق جعبه سقفی به درون گذرگاه تاریک نفوذ می‌کنند. این باریکه نور به آرامی در طول گذرگاه ۱۹ متری پیش می‌رود، کف سنگی و دیواره‌های حکاکی‌شده را روشن می‌کند و در نهایت به اتاقک مرکزی می‌رسد و کف آن را برای مدتی حدود ۱۷ دقیقه در نوری طلایی و اثیری غرق می‌سازد. این رویداد شکوهمند، پیروزی نمادین نور بر تاریکی، نویدبخش بازگشت خورشید و تضمین ادامه حیات و آغاز سالی جدید بود و احتمالاً نقشی حیاتی در مهم‌ترین آیین‌های سالانه آن جامعه داشته است.